# China-Eastern-Airlines-Flug 583
Am 6. April 1993 musste eine McDonnell Douglas MD-11 auf dem zweiten Abschnitt des Interkontinentalfluges China-Eastern-Airlines-Flug 583 (Flugnummer IATA: MU583, ICAO: CES583, Funkrufzeichen: CHINA EASTERN 583) von Peking über Shanghai nach Los Angeles auf dem Luftwaffenstützpunkt Eareckson Air Station notlanden, nachdem es im Reiseflug zur Luftnotlage aufgrund versehentlich ausgefahrener Vorflügel kam. Dabei wurden 2 der 255 Insassen tödlich sowie 156 leicht bis schwer verletzt.

## Maschine
Das Flugzeug war eine etwa zwei Jahre McDonnell Douglas MD-11 (Luftfahrzeugkennzeichen:B-2171, Werknummer: 48495/461), die mit drei Triebwerken des Typs Pratt & Whitney PW4460 ausgestattet war und am 22. Mai 1991 zusammen mit vier anderen MD-11 an China Eastern Airlines ausgeliefert wurde. Bis zum Zwischenfall hatte die Maschine etwa 4.810 Flugstunden und 1.571 Flugzyklen absolviert. Sie hatte ein Cockpit, das vorgesehen war für einen Flugkapitän und einen Ersten Offizier.

### Design und Flugstabilität der MD-11
Bei der MD-11, die der Nachfolger der DC-10 ist, wurde das Höhenleitwerk verkleinert, um den Luftwiderstand zu reduzieren und damit auch den abwärts gerichteten Auftrieb, welcher dem Moment durch die Auftriebskraft der Tragflächen entgegenwirkt. Zum Ausgleich wurden Treibstofftanks in das Höhenleitwerk eingebaut, um damit den Massenschwerpunkt des Flugzeugs nach hinten zu verlagern. Damit wird ein Momentengleichgewicht erzeugt, ohne dass das Höhenleitwerk getrimmt werden muss, was zu einem weiter reduziertem Luftwiderstand führt.
Um die verringerte Nickachsenstabilität auszugleichen, wurde das Longitudinal Stability Augmentation System (LSAS) installiert, das die Flughöhe stabilisieren sollte z. B. bei Turbulenzen, ohne dass die Piloten eingreifen müssen. Die Steuerbefehle des LSAS konnten mit einer Kraft von 2 Pfund (ca. 0,9 kg) manuell übersteuert werden, um wieder selbstständig zu agieren.

## Passagiere und Besatzung
Den Flug hatten 235 Passagiere angetreten. Es befand sich eine 20-köpfige Besatzung an Bord der Maschine.
- Der 42-jährige Flugkapitän verfügte über Musterberechtigungen für die Flugzeugtypen Iljuschin Il-14, Hawker Siddeley Trident, Airbus A300-600, Airbus A310 und McDonnell Douglas MD-11. Er verfügte über 8.535 Stunden Flugerfahrung, von denen 1.341 Stunden auf die McDonnell Douglas MD-11 entfielen. Der Flugkapitän saß auf dem Flug im rechten Pilotensitz.
- Der 43-jährige Erste Offizier verfügte über Musterberechtigungen für die Flugzeugtypen Iljuschin Il-14, British Aerospace BAe 146, Antonow An-24 und McDonnell Douglas MD-11. Er verfügte über 9.714 Stunden Flugerfahrung, von denen 199 auf die McDonnell Douglas MD-11 entfielen. Der Erste Offizier saß auf dem Flug im linken Pilotensitz.
- Der 41-jährige Flugingenieur verfügte über Musterberechtigungen für die Flugzeugtypen Hawker Siddeley Trident, Airbus A300-600, Airbus A310 und McDonnell Douglas MD-11. Er verfügte über 9.892 Stunden Flugerfahrung.

## Verlauf
Der Flug von Peking nach Shanghai und der darauffolgende Start Richtung Los Angeles verliefen ohne Vorkommnisse. Die MD-11 war fünf Stunden nach dem Start auf einer Reiseflughöhe von 33.000 Fuß (10.060 Metern) über dem Pazifik bei einer Fluggeschwindigkeit von 298 Knoten (IAS), als die Flugbegleiter das Servieren der Mahlzeiten abgeschlossen hatten und die Innenbeleuchtung dimmten, um einen Film abzuspielen. Da der Flug bis zu diesem Zeitpunkt ruhig verlief, waren die Anschnallsymbole nicht aktiv und einige Passagiere liefen durch die Maschine, um sich die Beine zu vertreten oder um auf die Toiletten zu gehen. Die Piloten flogen zu diesem Zeitpunkt eine sanfte Rechtskurve, als sie um 01:10 Uhr hawaiianischer Zeit im Flight Management System einen Widerspruchshinweis zu den Vorflügeln angezeigt bekamen. Unmittelbar danach begannen die äußeren Querruder, die normalerweise bei hohen Geschwindigkeiten automatisch gesperrt werden, sich zu bewegen. Sieben Sekunden nach dem Hinweis hob sich die Nase der MD-11, was der Autopilot nicht korrigieren konnte. Weitere drei Sekunden später ertönte eine Strömungsabrisswarnung, der Stickshaker aktivierte sich und es ertönte das akustische Signal „Flaps overspeed“. Der Kapitän stellte sicher, dass die Vorflügel eingefahren waren, indem er den Hebel nach vorne schob. Der Flugingenieur legte dann zweimal seine Hand auf den Hebel für die Vorflügel, um sich zu vergewissern, dass diese auch wirklich eingefahren waren. Die Flugzeugnase senkte sich schließlich wieder. Der Autopilot leitete daraufhin ein Ausrichten des Höhenruders zum Anheben der Flugzeugnase ein.
Die Maschine geriet wieder allmählich in eine horizontale Fluglage. Die Höhenruder bewegten sich daraufhin zügig hoch und wieder runter. Der Autopilot schaltete sich schließlich ab und der Kapitän kontrollierte die Maschine manuell, während sie zweimal hintereinander plötzlich nach oben und wieder nach unten nickte. Im nächsten Moment erlosch der Widerspruchshinweis zu den Vorflügeln. Die MD-11 nickte ein viertes Mal nach oben und es ertönte eine „Overspeed“-Warnung. Die Maschine verlor insgesamt 5.000 Fuß an Höhe. Die Piloten schalteten den Autopiloten wieder ein, woraufhin die Maschine wieder auf 33.000 Fuß stieg. Die Piloten nahmen dann Kontakt mit der Flugsicherung auf und erbaten aufgrund der verletzten Passagiere an Bord eine Umleitung zum nächstmöglichen Flughafen. Sie teilten dem diensthabenden Fluglotsen mit, dass es aufgrund von schweren Turbulenzen mehrere verletzte Passagiere an Bord gab. Den Piloten wurden dann die Radarvektoren zur Militärbasis auf Shemya Island gegeben. Um 03:29 Uhr landete die Maschine auf der US Air Force Base von Shemya.

## Opfer
Die drei Mitglieder der Cockpitbesatzung, vier Flugbegleiterinnen und 53 Passagiere wurden schwer verletzt, da Personen, die nicht angeschnallt waren, während der gewaltsamen Nickbewegungen der Maschine durch das Flugzeug geschleudert wurden und gegen die Deckenverkleidung geprallt waren. 96 weitere Passagiere wurden leicht verletzt. 60 Personen wurden ins Krankenhaus eingeliefert, wo zwei Passagiere schließlich starben. Bis zum 24. April 1993 wurden bis auf drei verletzte Passagiere alle wieder aus dem Krankenhaus entlassen.

## Unfalluntersuchung
Das National Transportation Safety Board übernahm nach dem Unfall die Ermittlungen zur Unfallursache. Die Ermittler stellten fest, dass im Reiseflug die inneren Vorflügel ausgefahren wurden. Von der Betätigung des Hebels für die Vorflügel bis zu deren Ausfahren vergehen gewöhnlicherweise drei Sekunden. Das Ausfahren der Vorflügel kann innerhalb dieser Zeit abgebrochen werden, wenn der Hebel wieder vorgeschoben wird. Wenn die drei Sekunden verstreichen, fahren die inneren Vorflügel aus, gefolgt vom Ausfahren der äußeren. Sobald die inneren Vorflügel in der Endstellung ausgefahren sind, geben sie ein Signal an die äußeren Vorflügel. Untersuchungen ergaben, dass das bloße Ausfahren der inneren Vorflügel keine nennenswerte Nickbewegung der Maschine verursacht. Ein zusätzliches Ausfahren der äußeren Vorflügel resultiert jedoch in einem Verlust an Auftrieb. Aufgrund ihres Designs mit einem gegenüber der McDonnell Douglas DC-10 nach hinten verlagerten Schwerpunkt weist die MD-11 die Tendenz auf, in solchen Situationen nach oben zu nicken. Die Untersuchungen ergaben zudem, dass Maschinen des Typs MD-11 selbst bei einer deutlichen Änderung der Fluglage infolge des Ausfahrens der äußeren Vorflügel mit minimalen Steuereingaben des Piloten kontrollierbar bleiben.
Die Ermittler gingen der Frage nach, ob die Vorflügel durch einen automatischen Steuerbefehl des Autopiloten ausgefahren wurden. Die äußeren Vorflügel werden automatisch ausgefahren, wenn es an einer MD-11 zu einem Strömungsabriss kommt, sie werden wieder eingefahren, sobald der Strömungsabriss abgewendet ist. Die Aufzeichnungen des Flugdatenschreibers wiesen jedoch keine Daten aus, die auch nur annähernd auf ein Unterschreiten der Strömungsabrissgeschwindigkeit schließen ließen. Eine Untersuchung der Vorflügel ergab auch keine Hinweise auf eine Fehlfunktion. Der Kapitän behauptete, 15 min vor dem Zwischenfall Turbulenzen wahrgenommen zu haben.
Die Flugbegleiter widersprachen dem jedoch. Das Centralized Fault Display System (CFDS) zeigte eine Reihe von Systemfehlern im rechten Computer des Flight Management System an. Diese Fehlermeldungen hatten 13 Minuten vor dem Ausfahren der Vorflügel angefangen, im Computer zu erscheinen. Die Ermittler hielten es für plausibel, dass die Systemfehler es erforderlich machten, dass ein Besatzungsmitglied über die Tastatur des rechten Flugcomputers Daten neu eingibt. Diese Aufgabe wurde wahrscheinlich vom Flugkapitän übernommen, der auf dem Flug im rechten Pilotensitz gesessen hatte. Die Ermittler hielten es für wahrscheinlich, dass der Flugkapitän bei der Eingabe der Daten in den Flugcomputer versehentlich den Hebel für die Vorflügel berührt hatte, wodurch die Vorflügel ausgefahren wurden. Die Ermittler hielten es für plausibel, dass in dem Moment, als die Vorflügel ausgefahren wurden, die Aufmerksamkeit der Piloten auf die Eingabe der Daten in den Flugcomputer gerichtet war. Entsprechend hätten sie das Ausfahren der inneren Vorflügel nicht wahrgenommen. Als die Maschine hochnickte, habe der Autopilot versucht, die Flugzeugnase runterzudrücken. Der Einsatz der Höhenruder durch den Autopiloten habe vermutlich aber nicht ausgereicht, um den Auftriebsverlust, der an den Vorflügeln entstanden war, auszugleichen.
Untersuchungen der Betriebsgeschichte der MD-11 ergaben, dass es seit der Einführung dieses Flugzeugtyps im Jahr 1993 bei verschiedenen Betreibern in der Vergangenheit zu insgesamt 12 Fällen von versehentlichen Aktivierungen der Vorflügel in verschiedenen Flugphasen gekommen war. An der betroffenen Maschine war der Vorfall der zweite dieser Art. Als Reaktion auf diese Vorfälle hatte McDonnell Douglas eine Anweisung an alle Betreiber veröffentlicht, besondere Vorsicht beim Hantieren im Cockpit walten zu lassen, um ein versehentliches Verstellen des Hebels für die Vorflügel zu verhindern.

## Folgen
Als Folge des Zwischenfalls änderte McDonnell Douglas das Design des Hebels für die Vorflügel, sodass ein versehentliches Ausfahren der Vorflügel nicht mehr möglich ist.
Die betroffene Maschine hatte zwar keine strukturellen Beschädigungen erlitten, wurde jedoch im inneren der Kabine stark beschädigt. Sie wurde zu Kosten von 1,5 Millionen US-Dollar wieder instand gesetzt und bei China Eastern Airlines wieder in Betrieb genommen. Im Jahr 2004 wurde sie zu einem Frachtflugzeug umgebaut und im März 2005 an China Cargo Airlines übergeben. Am 30. Juli 2010 übernahm Sky Lease Cargo die Maschine und ließ sie mit dem Kennzeichen N951AR wieder zu. Am 7. August 2014 wurde die Maschine außer Betrieb genommen und auf dem Miami International Airport eingelagert, wo sie im November 2016 verschrottet wurde.

## Darstellung in Medien
Die kanadische Flugforensikdoku Mayday - Alarm im Cockpit stellte den Flug in der 25. Staffel  dar.
Michael Crichtons Roman Airframe enthält viele Handlungselemente, die an die Geschehnisse von Flug 583 erinnern.